# Георгий (Владимиру)
Митрополит Гео́ргий Владими́ру (греч. Μητροπολίτης Γεώργιος Βλαδιμήρου; род. 27 марта 1966, Лимасол, Республика Кипр) — епископ Александрийской православной церкви, митрополит Гвинейский, патриарший представитель в Афинах.

## Биография
В возрасте пяти лет, вместе с семьёй переехал в Афины. Закончил Анаргирской и Коргиаленийской школе на Спеце с отличием. Изучал юриспруденцию в Университете Аристотеля в Салониках. Затем изучал управление предприятием в Лондонском университете Тэмз Велли и богословие в Афинском университете.
В январе 1997 года в связи с готовившемся визитом президента Греции в Индию отправился в Калькутту, чтобы помочь при организации его визита в миссионерский центр. Встретившись там с митрополитом Гонконгским Никитой (Лулиасом), получил от него предложение стать священником его епархии.
30 июня 1998 года рукоположён во диакона, а 5 июля того же года — во пресвитера митрополитом Гонконгским Никитой (Лулиасом) и назначен настоятелем собора Святого Луки в Гонконге, а вскоре после этого был назначен секретарём Гонконгской митрополии. Занимался изданием журнала Гонконгской митрополии The Censer (Кадило), преподавал в греческой школе Святой Макрины и читал лекции о православии в местных англиканской и лютеранской семинариях.
Посещая Афины, встретился с Патриархом Александрийским и всей Африки Петром VII, от которого получил предложение перевестись в Александрию и помогать при Патриархии. В ноябре 1999 года был переведён в клир Александрийского Патриархата, где занял должность патриаршего секретаря и настоятеля Благовещенского храма в Александрии.
Сопровождая патриарха Александрийского Петра VII, участвовал во многих официальных визитах и миссионерских поездках, представлял патриарха на разнообразных конференциях, интронизациях и церемониях. Является членом исполнительного комитета Ближневосточного совета церквей, сводных комитетов по богословскому диалогу со Всемирным союзом реформатских церквей и с лютеранами.
22 февраля 2001 года Священным Синодом Александрийской Церкви был единогласно избран титулярным епископом Нилопольским, с назначением его патриаршим эпитропом в Александрии. Хиротонию 4 марта 2001 года в Александрийском Благовещенском храме возглавил Патриарх Александрийский Пётр VII.
27 октября 2004 года, по предложению Патриарха Александрийского Феодора II епископ Георгий был единогласно избран Священным Синодом на пост митрополита Зимбабвийского с юрисдикцией над Зимбабве, Анголой, Ботсваной, Малави и Мозамбиком.
Его настолование было совершено патриархом Феодором 19 декабря того же года в Троицком соборе Хараре.
За годы его служения на Зимбавийской кафедре африканская православная община в Зимбабве увеличилась. Несмотря на многие трудности, сложное экономическое положение, высокую инфляцию, нехватку основных товаров удавалось распространять православие областях Зимбабве. Действовали три активных миссионерских центра, готовилось открытие двух новых и строительство ещё двух. Каждую среду и субботу проводились молодёжные встречи, а каждый четверг — женские собрания. Воскресные школы работали каждое воскресенье после Божественной литургии во всех миссионерских центрах. Велась проповедь в домах и в полях. В Малави велась активная миссионерская работа, в двух других странах, входивших в состав Зимбабвийской митрополии — Анголе и Ботсване, активной миссии не было.
8 марта 2010 года был назначен патриаршим представителем в Афинах с сохранением прежнего титула.
С 7 октября того же года — митрополит Аккрский, ипертим и экзарх Западной Африки. 23 января 2011 года в Спасо-Преображенском соборе в Аккре состоялась его интронизация.
1—3 сентября 2011 года в составе делегации Александрийского патриархата участвовал в совещании предстоятелей четырёх «древних Патриархатов» и Кипрской церкви на Фанаре.
7 сентября 2012 года был назначен главным редактором официального органа Александрийского Патриархата «Πάνταινος».
С 21 ноября 2012 года — митрополит Гвинейский, ипертим и экзарх Приморья.
5 июля 2023 года Патриархом Феодором назначен временным управляющим Нигерской митрополии. Управлял ей до 15 февраля 2024 года, когда на кафедру был назначен Никодим (Тоткас).